# Julián Buitrago
Julián Buitrago (Piedecuesta, Santander, Colombia; 7 de enero de 1993) es un futbolista Colombiano. Juega de centrocampista y actualmente juega en el Club Técnico Universitario de la Serie A de Ecuador. Realizó sus divisiones menores en Independiente Medellín pero su debut profesión fue con el Real Santander |Real Santander de Piedecuesta. 

## Clubes
| Club                  | País     | Año             |
| --------------------- | -------- | --------------- |
| Real Santander        | Colombia | 2014 - 2016     |
| Real Cartagena        | Colombia | 2017            |
| Real Santander        | Colombia | 2017            |
| Patriotas Boyacá      | Colombia | 2018 - 2020     |
| Técnico Universitario | Ecuador  | 2021 - Presente |